# Agrotis schawerdaiu
Agrotis schawerdaiu là một loài bướm đêm trong họ Noctuidae.